# 私イタ親ですか
『私イタ親ですか』（わたしイタおやですか）は、TBSで、2013年3月31日（日曜日）14:00 - 15:00（JST）に放送された子育てバラエティである。

## 概要
子供に行き過ぎた愛情をそそぎ、他人から「イタい」と思われるほど溺愛する親を、愛情を込めて「イタ親」と呼び、芸能人イタ親たちの驚きの実態を明らかにする。
スタジオには子育て真っ最中の芸能人が集合。わが子を愛するがゆえのユニークなエピソードを紹介する。
一般ママ100人が、エピソードをジャッジする。

## MC
- 東野幸治
- 木村郁美（TBSアナウンサー）

## 出演者
芸能界イタ親として出演
- 神田うの
- 渡辺美奈代
- 益若つばさ
- 中川家礼二
- 原口あきまさ
- 住谷杏奈
- はなわ

## スタッフ
- 構成：工藤ひろこ、谷田彰吾、坂田康子
- TP：辻本豊
- TD：竹内弘佳
- TK：長谷川菜花
- CAM：古俣智則
- VE：横井甲児
- 音声：藤田勝巳
- 照明：後藤雅彦
- 音効：大久保吉久
- 美術プロデューサー：内藤佳奈子
- 美術デザイン：野口陽介
- リサーチ：佐藤直也
- ビジュアルデザイン：薗部健
- 編成：岸田大輔
- AD：島田健司、大塚華子、杉浦夏樹、森友豊
- アシスタントプロデューサー：今井真木子
- ディレクター：須田基之、日向健、山崎智史
- 演出：高橋陽介
- プロデューサー：小泉哲朗、富安いたる
- 総合演出：田中経一
- 制作協力：トップシーン、BEGIN、ホームラン製作所
- 制作著作：TBS